# 内田道治
内田 道治（うちだ みちはる、1902年6月16日 - 1984年9月9日）は日本の政治家。杉並区議（1期）、東京都議（4期）、第15代都議会議長を歴任した。

## 経歴
1902年6月16日、東京都に生まれる。1918年に旧制目白中学校（現中央大学附属高等学校）を卒業した。1947年から杉並区議会議員を1期4年務めた。1951年の東京都議会議員選挙に杉並区選挙区から立候補して、初当選した。都議会では、建設委員会委員長（1954年から1955年）、都議会自民党幹事長（1957年から1958年）、東京都監査委員（1958年から1959年）を歴任した。1959年5月に第15代東京都議会議長に就任した。また、全国都道府県議会議長会会長も務めた。1960年6月に議長を退任した。議長退任後に都議会黒い霧事件での贈賄容疑で逮捕・起訴され、自主解散に伴う刷新都議選にも出馬せず政界を引退。1984年9月9日に死去した。

## 栄典
- 没後 - 勲四等旭日小綬章[2]